# Бундестаг (Германский союз)
Бундестаг, Союзный сейм (нем. Bundestag, Bundesversammlung) — высший орган Германского союза, собрание представителей германских государств в период между Венским конгрессом и объединением Германии.
Заседал во Франкфурте-на-Майне.
С 1815 по 1848 и с 1851 по 1866 год он был единственным центральным учреждением, которое было ответственно для всех германских государств, входивших до 1804 в состав Священной Римской империи.
С 5 ноября 1816 года бундестаг заседал еженедельно. Председателем был представитель Австрии.
После Мартовской революции в июле 1848 года бундестаг передал свои полномочия национальному собранию, первому немецкому парламенту. После краха революции Бундестаг был восстановлен.

## Председатели
| Имя                                  | Дата вступления в должность | Дата окончания полномочий |
| ------------------------------------ | --------------------------- | ------------------------- |
| Франц Иосиф Альбини                  | 5 октября 1815              | 16 декабря 1815           |
| Иоганн Рудольф фон Буоль-Шауэнштейн  | 16 декабря 1815             | 24 февраля 1823           |
| Йоахим Эдуард фон Мюнх-Беллинггаузен | 24 февраля 1823             | 12 марта 1848             |
| Франц фон Коллоредо-Вальдзее         | 12 марта 1848               | 14 мая 1848               |
| Антон фон Шмерлинг                   | 14 мая 1848                 | 12 июля 1848              |
| отсутствовал                         | 12 июля 1848                | 1 мая 1850                |
| Фридрих фон Тун-Гогенштейн           | 1 мая 1850                  | 1 ноября 1852             |
| Антон фон Прокеш-Остен               | 2 января 1853               | 12 октября 1855           |
| Иоганн Бернгард фон Рехберг          | 12 октября 1855             | 4 мая 1859                |
| Алоис фон Кюбек                      | 4 мая 1859                  | 24 августа 1866           |